# Citadela Spandau
Citadela Spandau je najstarejša zgradba v Berlinu. Zgrajena je bila v 16. stoletju, a vključuje tudi glavni stolp iz 12. stoletja. 
Opravljala je več nalog: sprva je bila postavljena za obrambo Spandaua, potem je bila tovarna streliva (med tridesetletno vojno), skladišče bojnih plinov (druga svetovna vojna), danes pa je muzej.
V bližini se je nahajal zapor Spandau.